# 東華體育會
東華體育會（Tung Wah，簡稱東華），是一支前香港甲組足球聯賽球隊，體育界名人韋基舜曾經擔任主席。東華在香港甲組足球聯賽曾獲得兩次亞軍及兩次季軍，1967年降落乙組，現時已解散。

## 球隊歷史
1956-57年度球季，香港足球總會開始為聯賽實施升降制度，東華獲得乙組聯賽季軍，亞軍的小柴灣因與甲組的空軍同屬駐港皇家空軍而不准升班，故東華便以後備資格首次升上甲組角逐，首季成績平平，在13支球隊中只得第9名。
1958年，韋基舜入閣擔任主席，招兵買馬增強球隊實力，1958-59年度球季獲得甲組聯賽季軍，翌季再奪季軍。
1960-61年度，「香港之寶」姚卓然由南華「下山」加盟，協助球隊與愉園並列雙亞軍，亦是香港甲組足球聯賽唯一出現雙亞軍的一屆。
1962-63年度，再次獲得甲組聯賽亞軍。
盃賽方面，東華自1958-59年度球季起，曾經連續三年殺入高級銀牌決賽，可惜均屈居亞軍。1964-65年度，亦殺入首屆金禧盃決賽，惟於決賽亦不敵南華，只能屈居亞軍，始終與錦標無緣。
1966-67年度，東華成績欠佳，於甲組聯賽12支球隊中名列第11，雖然愉園因抗議香港足球總會支持政府鎮壓六七暴動退出，足總有意讓東華留級，但被東華拒絕，與第12名的港會一同降落乙組，結束10屆甲組競逐生涯，自此未再重返甲組作賽。
1967-68年度球季，東華乙組聯賽10支球隊名列包尾，降落丙組作賽。

## 球會榮譽
| 榮譽          | 次數        | 年度                            |             |             |             |
| 本 土 聯 賽   | 本 土 聯 賽 | 本 土 聯 賽                     | 本 土 聯 賽 | 本 土 聯 賽 | 本 土 聯 賽 |
| ------------- | ----------- | ------------------------------- | ----------- | ----------- | ----------- |
| 甲組聯賽 亞軍 | 2           | 1960-61年、1962-63年            |             |             |             |
| 本 土 盃 賽   |             |                                 |             |             |             |
| 高級銀牌 亞軍 | 3           | 1958-59年、1959-60年、1960-61年 |             |             |             |
| 金禧盃 亞軍   | 1           | 1964-65年                       |             |             |             |

## 著名球員
- 張子岱、姚卓然、陳輝洪、吳偉文、羅北